# Contra Costa County
Contra Costa County is een van de 58 county's in de Amerikaanse staat Californië. Het ligt op de oostelijke oever van de Baai van San Francisco, de regio East Bay van de San Francisco Bay Area. Volgens de volkstelling van 2010 leefden er 1.049.025 mensen, waarmee het de negende county van Californië is. De grootste steden zijn Concord, Richmond en Antioch. Martinez is de county seat.

## Geschiedenis
Voor de komst van de Europeanen in de regio woonden er verschillende indianenvolken, met name Bay Miwok, waar slechts weinig over bekend is. Homo sapiens kwam hier zeker zes- tot tienduizend jaar geleden al voor en misschien zelfs al veel vroeger. De eerste bekende populaties die zich hier permanent vestigden waren jager-verzamelaars zonder kennis van metalen, maar wel kwalitatieve en fijn gedecoreerde gebruiksvoorwerpen zoals manden maakten. Er werd geruild en gehandeld met andere stammen in Californië. De Californische volken waren allesbehalve oorlogszuchtig en werkten veeleer samen dan elkaar te bekampen.
De vroegste interactie met Europeanen kwam er toen de Spanjaarden het land koloniseerden aan de hand van missieposten. Er waren in de buurt onder andere missies in Fremont, Sonoma en San Francisco en in 1776 kwam er een presidio in San Francisco. Er werden geen missies opgezet in Contra Costa, maar de Spaanse koning schonk er wel land aan enkele kolonisten.
Wanneer Mexico in 1821 onafhankelijk werd van Spanje, en Californië bij Mexico hoorde, veranderde er weinig. De missies werden geseculariseerd en in 1824 volgde er een nieuw systeem van landschenkingen. Tussen 1836 en 1846 werden er in Contra Costa vijftien ranchos verdeeld.
In juni 1846 riepen zo'n dertig van oorsprong Amerikaanse kolonisten de Republiek Californië uit. Amper een maand na de Bear Flag Revolt was Californië bezet door de Verenigde Staten en na de Mexicaans-Amerikaanse Oorlog van 1846-1848 groeide de Amerikaanse bevolking heel snel. In 1850 werden er 27 county's gecreëerd, waaronder Contra Costa County. Oorspronkelijk ging de county Mt. Diablo County heten, naar de gelijknamige berg. De uiteindelijke naam is Spaans voor 'tegenovergestelde kust', verwijzend naar de ligging ten opzichte van San Francisco. Op 25 maart 1853 werd het zuiden van de county afgestaan aan Alameda County.

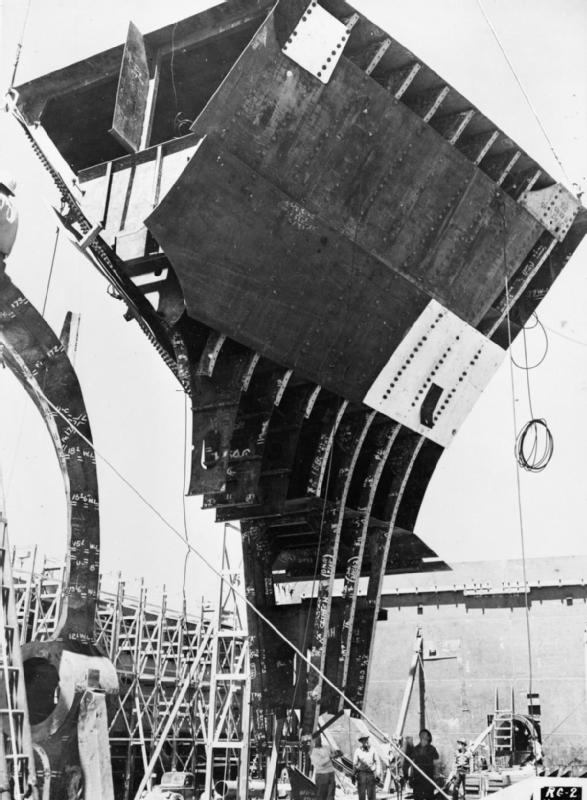
Scheepsbouw op de Kaiser Shipyards in Richmond ten tijde van de Tweede Wereldoorlog.

Tijdens de Tweede Wereldoorlog lag een van de twee Kaiser Shipyards in de Bay Area in Richmond. In Concord, in wat nu de Buchanan Field Airport is, werden oorlogspiloten opgeleid. Daarnaast was er een groot munitiedépot in Port Chicago, waar in 1944 een verwoestende ontploffing plaatsvond.
Na de oorlog werden er in Contra Costa heel veel voorstedelijke wijken ontwikkeld, bevolkt door vooral blanken die San Francisco en de steden in Alameda County ontvluchtten, en ten gevolge van de babyboom en de grote vraag naar comfortabele huizen met een tuin. Daarop trok de regio ook steeds meer bedrijven aan. De nieuwe welvaart zorgde er op haar beurt voor de bouw van grote winkelcentra, maar ook dat allerlei infrastructuurwerken. De oprichting van BART, de modernisering van Highway 24 en de bouw van een derde Caldecott Tunnel zorgden voor groei in de streek rond Mount Diablo, waar plaatsen als Walnut Creek zich ontwikkelden tot randsteden (edge cities). Tegelijkertijd ontstonden er voorsteden langs de noordkust.

## Geografie

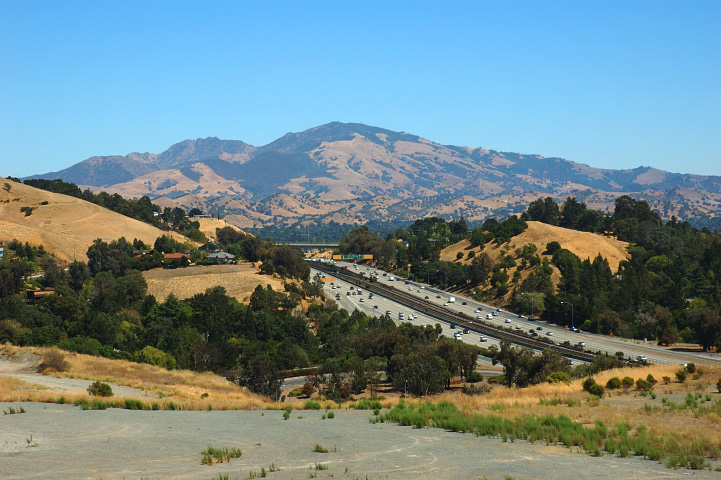
Mount Diablo in Contra Costa County.

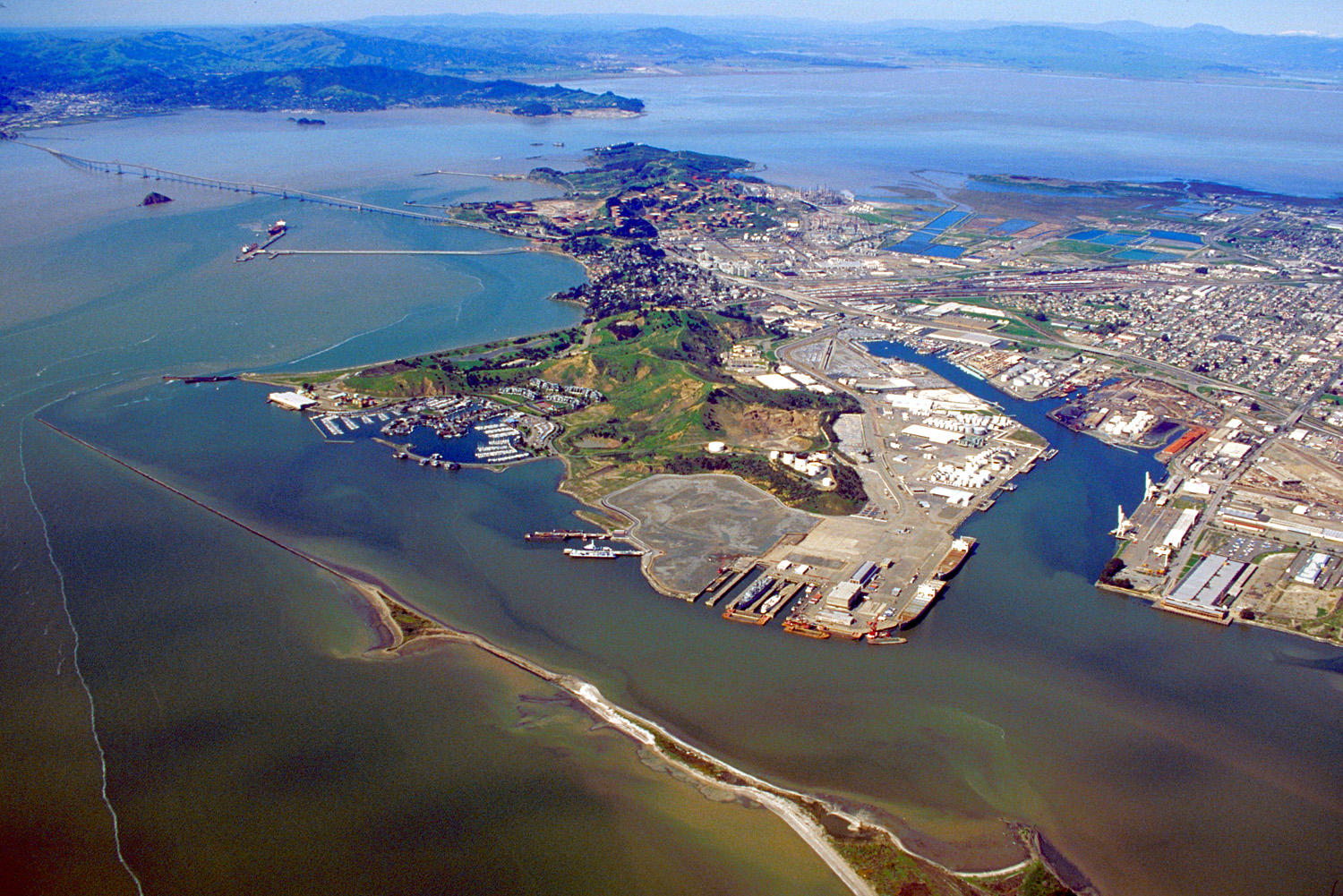
Het westen van Richmond.

Contra Costa County heeft een totale oppervlakte van 2.077,6 km², waarvan 1.864,6 km² land is en 212,9 km² (9,8%) water is.
De county ligt op de oostelijke oever van de Baai van San Francisco, een baai van de Grote Oceaan. In het noorden wordt de county begrensd door de Straat van Carquinez en Suisun Bay. Aan de overkant daarvan ligt Solano County. Contra Costa zelf bestaat uit een dichtbevolkte alluviale vlakte langs de baai, de Berkeley Hills, verschillende valleien in het binnenland en Mount Diablo, de hoogste berg van de East Bay. De dichtbevolkte westkust loopt in het zuiden door in Alameda County. In het oosten grenst Contra Costa aan Sacramento en San Joaquin County.
Belangrijke verkeersaders zijn Interstate 80, I-580, I-680, I-880, California State Route 4, CA-24, CA-160 en CA-242. De Richmond-San Rafaelbrug verbindt Contra Costa met Marin County aan de overkant van de San Pablo Bay, terwijl de Straat van Carquinez overgestoken wordt door de Benicia-Martinez-brug en de Carquinez-brug.

### Steden en dorpen
| - Bayview-Montalvin - Crockett - East Richmond Heights - El Cerrito - El Sobrante - Hercules - Kensington - North Richmond - Pinole - Port Costa - Richmond - Rodeo - Rollingwood - San Pablo - Tara Hills | - Alamo - Blackhawk-Camino Tassajara - Canyon - Clayton - Clyde - Concord - Danville - Diablo - Lafayette - Martinez - Moraga - Mountain View - Orinda - Pacheco - Pleasant Hill - San Ramon - Vine Hill - Waldon - Walnut Creek | - Antioch - Bay Point - Bethel Island - Brentwood - Byron - Discovery Bay - Knightsen - Oakley - Pittsburg |

## Demografie
Volgens de volkstelling van 2010 door het United States Census Bureau telde Contra Costa County 1.049.025 inwoners. De etnische samenstelling was als volgt:
- 58,6% blank
- 14,4% Aziatisch-Amerikaans
- 9,3% Afro-Amerikaans
- 0,6% indiaans
- 0,5% afkomstig van de eilanden in de Stille Oceaan.

Van de Aziaten en Aziatisch-Amerikanen in Contra Costa was de grootste groep Filipijns, gevolgd door Chinees, Indisch, Koreaans, Vietnamees en Japans.
10,7% van de bevolking gaf aan van een ander ras te zijn en 5,9% van twee of meer rassen.
Op de totale bevolking van Contra Costa identificeerde 24,4% zich als Hispanic of Latino. Daarvan is het grote merendeel (17,1% van het totaal) Mexicaans.